# James G. Hampton
James Giles Hampton (* 13. Juni 1814 in Bridgeton, New Jersey; † 22. September 1861 ebenda) war ein US-amerikanischer Politiker. Zwischen 1845 und 1849 vertrat er den Bundesstaat New Jersey im US-Repräsentantenhaus.

## Werdegang
James Hampton besuchte die öffentlichen Schulen seiner Heimat und danach bis 1835 das Princeton College. Nach einem anschließenden Jurastudium und seiner 1839 erfolgten Zulassung als Rechtsanwalt begann er in Bridgeton in diesem Beruf zu arbeiten. Zwischen 1841 und 1845 war er Leiter der Steuerbehörde im Hafen von Bridgeton. Politisch war er Mitglied der Whig Party. Bei den Kongresswahlen des Jahres 1844 wurde Hampton im ersten Wahlbezirk von New Jersey in das US-Repräsentantenhaus in Washington, D.C. gewählt, wo er am 4. März 1845 die Nachfolge von Lucius Elmer antrat. Nach einer Wiederwahl konnte er bis zum 3. März 1849 zwei Legislaturperioden im Kongress absolvieren. Diese waren von den Ereignissen des Mexikanisch-Amerikanischen Krieges geprägt.
Im Jahr 1848 verzichtete Hampton auf eine weitere Kongresskandidatur. Nach dem Ende seiner Zeit im US-Repräsentantenhaus praktizierte er wieder als Anwalt. Im Jahr 1852 arbeitete er in dieser Eigenschaft für den Kreisrat (Board of Chosen Freeholders) im Cumberland County. Er starb am 22. September 1861 in seinem Geburtsort Bridgeton, wo er auch beigesetzt wurde.